# 麻线乡
麻线乡，是中华人民共和国吉林省通化市集安市下辖的一个乡镇级行政单位。

## 行政区划
麻线乡下辖以下地区：
麻线村、建疆村、上活龙村、下活龙村、江口村、太平村、兴农村、自兴村、石庙村和红星村。